# Сорик
Сорик (арм. Սորիկ) — село в Арагацотнской области Армении.

## География
Село расположено в западной части марза, на расстоянии 62 километров к западу-северо-западу (WNW) от города Аштарак, административного центра области. Абсолютная высота — 1500 метров над уровнем моря.
Климат
Климат характеризуется как умеренно холодный, влажный (Dfb в классификации климатов Кёппена). Среднегодовая температура воздуха составляет 7,1 °C. Средняя температура самого холодного месяца (января) составляет −8,1 °С, самого жаркого месяца (июля) — 20,1 °С. Расчётная многолетняя норма атмосферных осадков — 422 мм. Наибольшее количество осадков выпадает в мае (73 мм).

## Население
| Год переписи | Население          | Население          | Население          | Население            | Население            | Население            |
| Год переписи | Наличное население | Наличное население | Наличное население | Постоянное население | Постоянное население | Постоянное население |
| Год переписи | Всего              | Мужчины            | Женщины            | Всего                | Мужчины              | Женщины              |
| ------------ | ------------------ | ------------------ | ------------------ | -------------------- | -------------------- | -------------------- |
| 2001         | 123                | 58                 | 65                 | 182                  | 85                   | 97                   |
| 2011         | 104                | 53                 | 51                 | 103                  | 53                   | 50                   |